# The Original (Westworld)
"The Original" (em português:  "O Original") é o primeiro episódio da primeira temporada da série de televisão de suspense e ficção científica Westworld da HBO. O roteiro foi escrito pelos co-criadores da série Jonathan Nolan e Lisa Joy, que escreveu a história com Michael Crichton, o escritor e diretor do filme de 1973 no qual a série é baseada; O episódio foi dirigido por Nolan.
Sendo o primeiro episódio da série, ele introduz o parque temático de faroeste através das perspectivas de ambos os androides e os seres humanos.
O episódio foi aclamado pela crítica especializada. O episódio foi dedicado em memória de Eddie Rouse, que interpretou Kissy.

## Enredo
Westworld é um parque de diversões tecnologicamente avançado tematizado como um faroeste, que é povoado por androides "anfitriões" que atendem aos ricos visitantes conhecidos como "hóspedes" (também chamados de recém-chegados, especialmente pelos anfitriões). Colocados em meio as diversas interações intrincadas entre os hóspedes, os recém-chegados podem fazer o que quiserem dentro do parque, mantendo-se a salvo de qualquer agressão dos anfitriões, que são programados para não prejudicá-los.
Um jovem chamado Teddy chega na cidade de trem e se reúne com a bela Dolores. Ele segue até a casa dela, onde eles encontram os pais de Dolores sendo assassinados pelos bandidos Walter e Rebus. Teddy atira e mata os dois, mas seu líder, o Homem de Preto, permanece ileso pelas balas de Teddy. O Homem de Preto mata Teddy, revelando ser um anfitrião, e lamenta que Dolores não se lembre dele depois de todos os seus anos visitando o Westworld, antes de arrastá-la gritando para o celeiro. Teddy e Dolores subsequentemente começam um novo dia idêntico ao anterior e sem qualquer memória de eventos passados, mas desta vez eles sentem falta uns dos outros na cidade.
Depois de uma recente atualização de software implementada pelo criador do parque o Dr. Robert Ford, acontecem falhas no xerife de Westworld. A Chefe de Operações, Theresa, quer colocar em quarentena todos os anfitriões que receberam a atualização, mas é convencido pelo programador líder Bernard para aguentar até que ele possa determinar o problema. O diretor de narrativas, Lee, confidencialmente expressa suas preocupações a Theresa de que as atualizações estão tornando os anfitriões demasiadamente realistas, o que arrisca os recém-chegados a ficarem muito empáticos com eles. Em breve, Walter desestabiliza e massacra vários de seus companheiros em uma tirada fora do roteiro, convencendo Theresa a retirar todos os anfitriões atualizados de Westworld. Em outro lugar, o Homem de Preto tortura um anfitrião negociante chamado Kissy com uma agenda não revelada. Depois de escalpelar Kissy, o Homem de Preto examina um desenho gravado sob o couro cabeludo.
O pai de Dolores, Peter Abernathy, começa a se comportar estranhamente depois de encontrar uma foto descartada do mundo exterior. Ele sussurra algo para Dolores e começa a entrar em pânico, ela vai para a cidade para procurar ajuda e acaba encontrando Teddy. Eles são apanhados por um massacre recém-scriptado de pessoas da cidade pelo bandido Hector, destinado a disfarçar a remoção dos anfitriões afetados pela atualização. Teddy é morto no tiroteio, e uma devastada Dolores é desativada pela programadora Elsie. Robert questiona que Peter está funcionando mal, pois ele parece determinado a alertar Dolores sobre a verdadeira natureza de Westworld e insinua que vai buscar vingança contra aqueles que a prejudicaram. Robert rejeita o comportamento estranho como um efeito colateral de sua nova programação, que se destinava a permitir que os anfitriões acessem certos aspectos de suas experiências passadas no parque. Dolores é revelada como sendo a anfitriã mais antiga de Westworld ainda em funcionamento, e admite ao chefe de segurança (Ashley Stubbs) que Peter sussurrou "estas delícias violentas têm finais violentos" a ela, que não compreende. Comportando-se normalmente e assegurando a Ashley que ela nunca iria prejudicar uma coisa viva, Dolores é devolvida ao serviço, enquanto Peter e Walter são colocados em um armazém frio.
Dolores revive sua manhã como de costume com um novo anfitrião no lugar de seu pai, mas casualmente mata uma mosca, algo que um anfitrião não deveria ser capaz de fazer.

## Produção

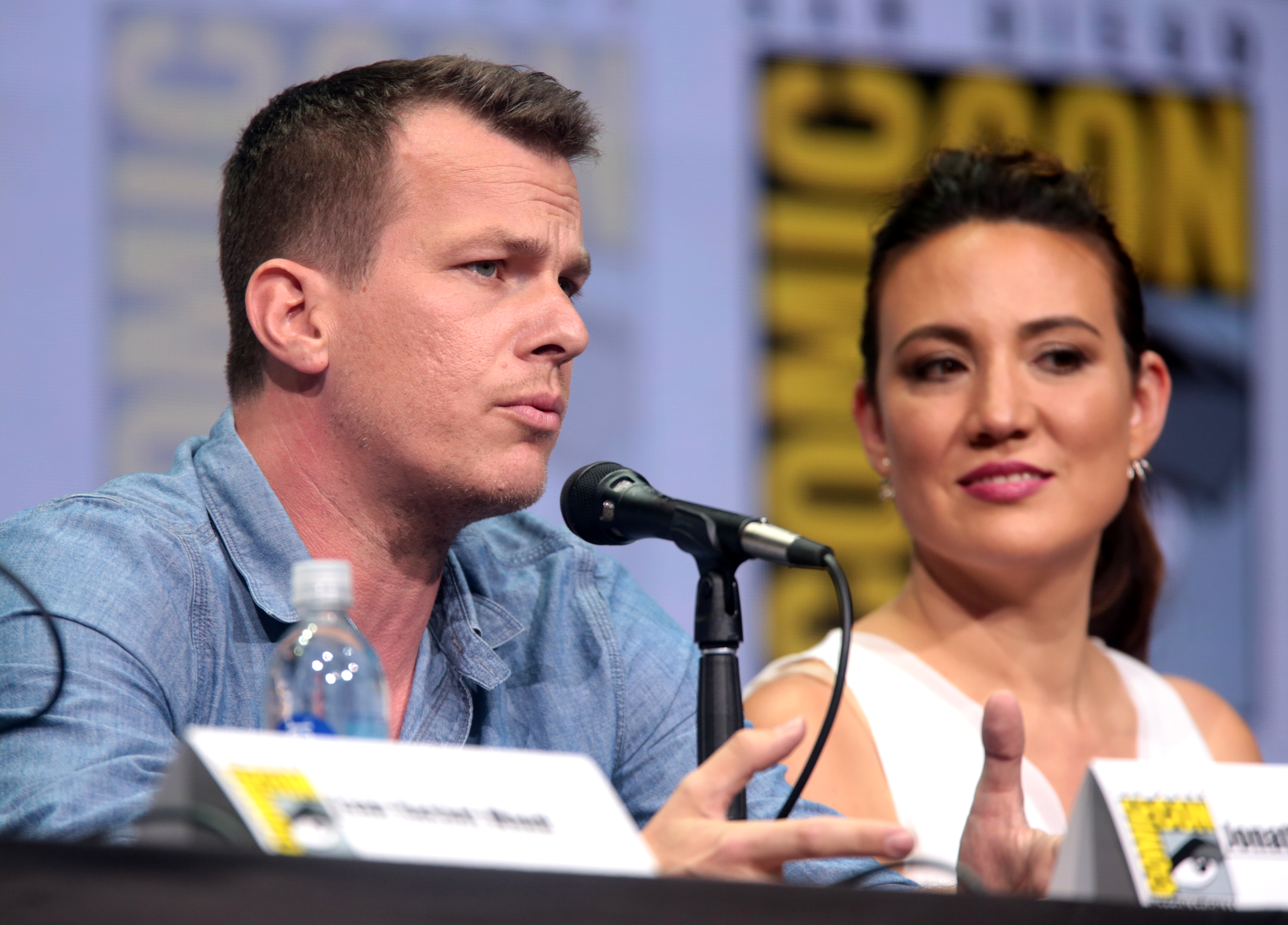
Jonathan Nolan e Lisa Joy co-escreveram o episódio.

"The Original" foi escrito pelos co-criadores da série Jonathan Nolan e Lisa Joy, com base na premissa do filme de 1973, Westworld, por Michael Crichton. O episódio teve um orçamento na faixa de US$ 25 milhões.

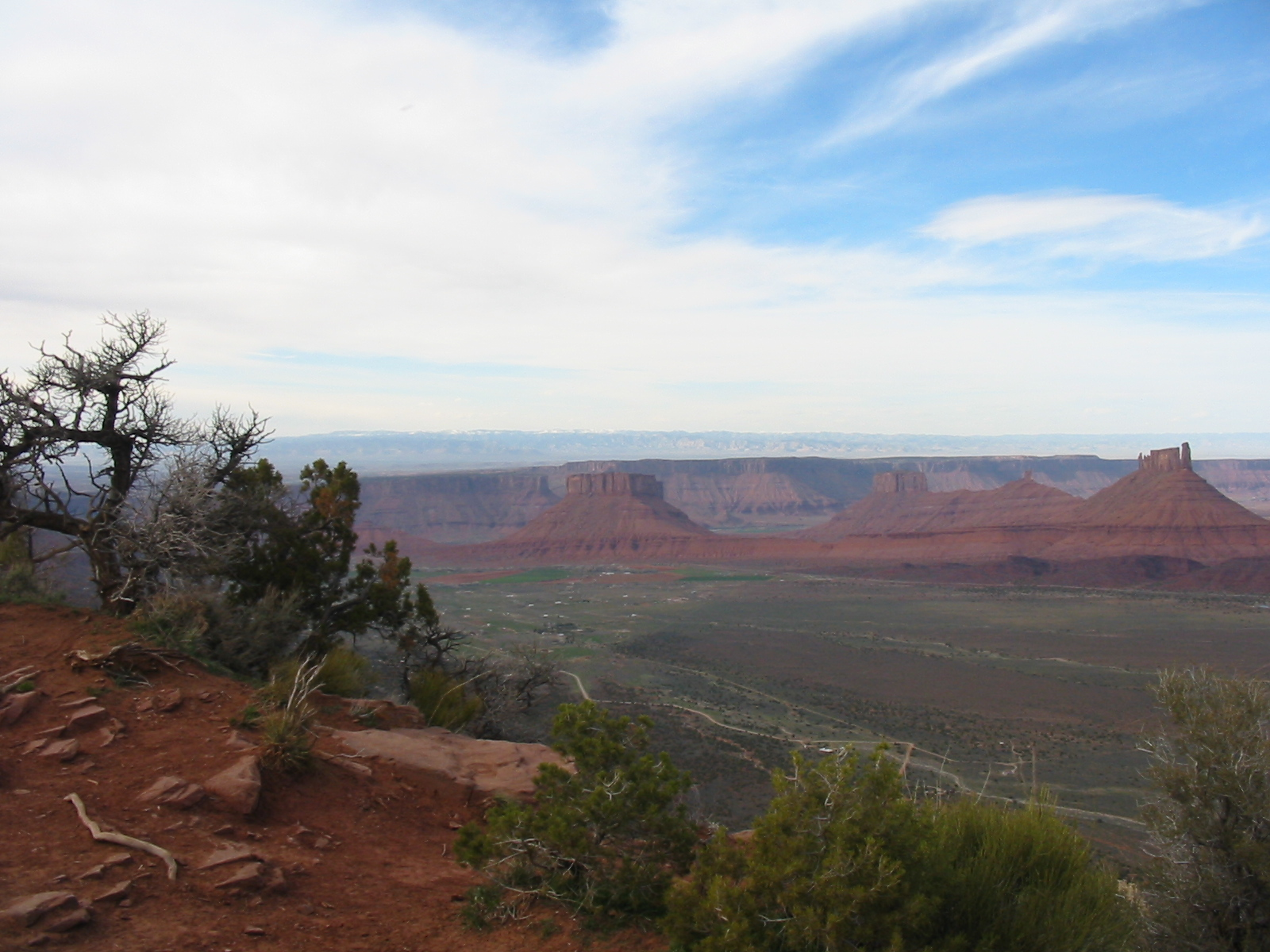
Castle Valley, Utah nos Estados Unidos, é um dos locais onde o episódio foi filmado.

### Filmagens
Dirigido por Nolan, "The Original" foi filmado em agosto de 2014 nos arredores de Los Angeles, Califórnia. Os locais na Califórnia incluíram Santa Clarita, Melody Ranch em Newhall e o Paramount Ranch em Agoura. O episódio também foi filmado no sul de Utah, especificamente em Castle Valley e Fisher Valley.

### Música
Todas as faixas musicais foram compostas por Ramin Djawadi. O episódio também apresenta interpretações de piano e orquestra de "Black Hole Sun" de Soundgarden e "Paint it Black" dos Rolling Stones. A canção "Ain't No Grave" de Johnny Cash é tocada nos créditos finais.
Em uma entrevista, Djawadi falou sobre as canções modernas usadas no episódio. Ele disse: "O show tem uma sensação anacrônica, é um parque temático ocidental, e ainda tem robôs, então porque não ter canções modernas? E isso é uma metáfora em si, envolvida no tema geral do show." Djawadi continuou, "O que é tão grande sobre o uso desses fragmentos de canções ao invés das presentes nas faixas é que elas são melodias conhecidas, o que reforça a ideia de que tudo isso é script". Ele observou: "'Paint It Black' toca durante uma cena de ação realmente grande, e tem todos esses grandes altos e baixos — a filmagem, a conversa — e assim eu abaixei e depois voltei um pouco, o que foi muito divertido de arranjar com a orquestra."

## Recepção

### Audiência
Em sua exibição inicial, "The Original" foi exibido em 1.96 milhões de residências americanas. O episódio também adquiriu uma classificação de 0.8 com dados demográficos apontados para a faixas de 18-49. A estreia atraiu 3.3 milhões de espectadores em três episódios naquela noite e exibição precoce nas plataformas de streaming da HBO, tornando-a série com a estreia mais assistida que a HBO já teve desde True Detective. No Reino Unido, o episódio foi visto por 1.7 milhões de telespectadores no Sky Atlantic (a transmissão mais alta do canal naquela semana).

### Crítica
"The Original" foi aclamado pela crítica com elogios particulares para os elementos visuais, história, elementos temáticos e construção do mundo. Atualmente, o episódio detém uma pontuação de 100% no Rotten Tomatoes e tem uma classificação média de 9.2 de 10 com base em 26 análises. O consenso do site diz: "The Original coloca o vívido playground de Westworld diante de nós em toda sua glória detalhada, cheia de moralidade e de mistérios".
Eric Goldman da IGN escreveu em sua crítica do episódio: "Westworld da HBO traz uma forte primeira impressão com sua excelente estréia, já que um parque temático é o cenário para uma fascinante exploração da psique humana e não tão humana". Ele avaliou o episódio em 9 de 10. Scott Tobias, do The New York Times, escreveu: "Com base no único primeiro episódio de Westworld da HBO, os criadores Jonathan Nolan e Lisa Joy construíram um modelo melhorado - o que, segundo Crichton, deveria aumentar a probabilidade das coisas darem errado. Critchton nunca nos convidou a pensar nos androides como algo a mais do que máquinas excepcionalmente realistas". Zack Handlen do A.V. Club escreveu em sua análise: "The Original' foi uma ótima maneira de começar. Há todo tipo de possibilidades aqui, e atores que não têm muito o que fazer (Thandie Newton, olá), mas que presumivelmente será mais importante como eventos se desenrolam E é impressionante ver como, com apenas alguns ajustes menores, o show consegue refazer Westworld em algo distintamente novo." Ele deu um A- para o episódio. Liz Shannon Miller do IndieWire escreveu: "É apenas o primeiro episódio, e esse controle já parece estar em fluxo à medida que surgem mais perguntas. Não posso esperar para obter mais algumas respostas". Ela avaliou o episodio com um A-. Erik Kain da Forbes também comentou o episódio, dizendo: "Eu achei a estreia da temporada de Westworld cativante do início ao fim. Ele terminou com a nota perfeita, embora eu gostaria que tivesse ido muito mais tempo.Eu não posso esperar para o segundo episódio, e espero desesperadamente que este show continue sendo tão bom quanto o seu episódio de abertura. Eu amo o mistério. Eu amo a justaposição de dois dos meus gêneros favoritos - faroeste e ficção científica - e eu amo a sensação de pavor pendurado sobre tudo isso."

### Prêmios e indicações
| Ano  | Prêmio                               | Categoria | Nomeado(s)                                                                  | Resultado | Ref.   |
| ---- | ------------------------------------ | --- | --------------------------------------------------------------------------- | --------- | ------ |
| 2016 | American Society of Cinematographers | Destaque na Cinematografia em Filme, Minissérie, ou Piloto para Televisão                                     | Paul Cameron                                                                | Indicado  | [ 20 ] |
| 2016 | American Cinema Editors              | Melhor Série de Uma Hora para Televisão Não-Comercial                                                         | Stephen Semel e Marc Jozefowicz                                             | Indicado  | [ 21 ] |
| 2017 | Cinema Audio Society Awards          | Destaque na mixagem de som - Série de Televisão - Uma Hora                                                    | John Pritchett, Keith Rogers, Scott Weber, Mark Kondracki, Geordy Sincavage | Indicado  | [ 22 ] |
| 2017 | Directors Guild of America           | Série Dramática                                                                                               | Jonathan Nolan                                                              | Indicado  | [ 23 ] |
| 2017 | Art Directors Guild                  | ADG Prêmio de Excelência em Design de Produção em Período de Uma Hora ou Série Fantástica de uma Unica Câmera | Nathan Crowley                                                              | Venceu    | [ 24 ] |
| 2017 | Costume Designers Guild Awards       | Série de Televisão de Período Excepcional                                                                     | Trish Summerville                                                           | Indicado  | [ 25 ] |